# Доња Бачуга
Доња Бачуга је насељено место у саставу града Петриње, у Банији, Република Хрватска.

## Историја
Доња Бачуга се од распада Југославије до августа 1995. године налазила у Републици Српској Крајини.

### Други свјетски рат
У селу Бачуги, срез Глина, шесторица усташа упала су у кућу некога Јањатовића и силовали му кћер од 15 година. "Отац је секиром покушао да одбрани кћер, али су га усташе изболи ножевима и везали више кревета, а мајку ниже. Отац и кћер су умрли, а мајка је полудела". Из устаничког банијског села Доња Бачуга у НОБ-у је погинуло 46 бораца, док је 102 житеља страдало као жртве фашистичког терора.

## Култура
Православни храм Св. Стевана, посвећен мученику, саграђен је 1846. године. За време Другог светског рата, храм је тешко страдао. Најпре је парох Глиша Живковић убијен у јулу 1941. године од стране усташа. Потом су партизани, у борби, оштетили цркву. Црква је крај рата дочекала потпуно девастирана. Године 1977. зидови су обновљени, али је тешко оштећен звоник срушен. Међутим, зграда више није под кровом, па је још увек у пропадајућем стању на периферији села.
У селу је након последњег рата 1997. године саграђена римокатиличка црква мањих димензија, и то на парцели српског повратника.

## Становништво
На попису становништва 2011. године, Доња Бачуга је имала 142 становника.

## Попис 1991.
На попису становништва 1991. године, насељено место Доња Бачуга је имало 553 становника, следећег националног састава:
| Попис 1991.‍  | Попис 1991.‍  | Попис 1991.‍ | Попис 1991.‍ | Попис 1991.‍ |
| ------------ | ------------ | ----------- | ----------- | ----------- |
|              |              |             |             |             |
| Срби         | Срби         |             | 472         | 85,35%      |
| Хрвати       | Хрвати       |             | 57          | 10,30%      |
| Југословени  | Југословени  |             | 18          | 3,25%       |
| Грци         | Грци         |             | 1           | 0,18%       |
| Муслимани    | Муслимани    |             | 1           | 0,18%       |
| Словенци     | Словенци     |             | 1           | 0,18%       |
| неопредељени | неопредељени |             | 2           | 0,36%       |
| непознато    | непознато    |             | 1           | 0,18%       |
| укупно: 553  |              |             |             |             |

## Знамените личности
- Душан Ћорковић, учесник Народноослободилачке борбе, генерал-пуковник ЈНА и народни херој Југославије.